# Kathleen Byron
Kathleen Byron (* 11. Januar 1921 in London als Kathleen Elizabeth Fell; † 18. Januar 2009 in London Borough of Hillingdon, England, Vereinigtes Königreich) war eine britische Filmschauspielerin.

## Leben
Bevor Byron 1938 ihr Filmdebüt gab, studierte sie an der Bristol Old Vic Theatre School. In den 1940er- und 1950er-Jahren ging sie nach Hollywood und spielte an der Seite von Stars wie Tyrone Power, David Niven, Stewart Granger und Jean Simmons.
Eine ihrer bekanntesten Rollen war die neurotische Nonne Schwester Ruth in dem britischen Drama Die schwarze Narzisse (Black Narcissus, 1947) mit Deborah Kerr. Neben ihrer Filmtätigkeit trat sie auch in zahlreichen Fernsehproduktionen auf.
Byron war zweimal verheiratet und Mutter von drei Kindern.

## Filmografie (Auswahl)
- 1938: Climbing High
- 1942: The Young Mr. Pitt
- 1946: Irrtum im Jenseits (A Matter of Life and Death)
- 1947: Die schwarze Narzisse (Black Narcissus)
- 1949: Die Rivalin (Madness of the Heart)
- 1949: Experten aus dem Hinterzimmer (The Small Back Room)
- 1950: Das Wunder von San Marino (Prelude to Fame)
- 1950: Rächendes Schicksal (The Reluctant Widow)
- 1951: Tom Browns Schulzeit (Tom Brown’s Schooldays)
- 1953: Die Thronfolgerin (Young Bess)
- 1961: Geheimauftrag für John Drake (Danger Man, Fernsehserie, eine Folge)
- 1962: Hypno (Night of the Eagle)
- 1969: Mit Schirm, Charme und Melone (The Avengers, Fernsehserie, eine Folge)
- 1969: Callan (Fernsehserie, eine Folge)
- 1971: Draculas Hexenjagd (Twins of Evil)
- 1972: Das Dunkel der Nacht (Nothing But the Night)
- 1972: General Hospital (Fernsehserie)
- 1974: Dämon des Grauens (Craze)
- 1974: Heidi (Miniserie, 4 Folgen)
- 1975: Edward VII (Edward the Seventh, Fernsehserie, 3 Folgen)
- 1975: Wer hat unseren Dinosaurier geklaut? (One of Our Dinosaurs Is Missing)
- 1978: Die Profis (The Professionals, Fernsehserie, eine Folge)
- 1979: Emmerdale Farm (Fernsehserie, 4 Folgen)
- 1979: Blake’s 7 (Fernsehserie, 1 Folge)
- 1980: Der Elefantenmensch (The Elephant Man)
- 1981: Aus einem fernen Land (From a Far Country)
- 1981: Hedda Gabler (Fernsehfilm)
- 1989–1999: Casualty (Fernsehserie, 1 Folge)
- 1990: Portrait einer Ehe (Portrait of a Marriage, Fernsehserie, 2 Folgen)
- 1991: The Bill (Fernsehserie, 1 Folge)
- 1996: Jane Austens Emma (Emma)
- 1998: Der Soldat James Ryan (Saving Private Ryan)
- 1998: Les Misérables
- 1999: Inspector Barnaby (Midsomer Murders, Fernsehserie, eine Folge)
- 2000: Heartbeat (Fernsehserie, 1 Folge)